# Колестирамін
Колестирамін (МНН) або холестирамін (USAN), торгові назви Questran, Questran Light, Cholybar, Olestyr — секвестрант жовчних кислот, який зв'язує жовч у шлунково-кишковому тракті для запобігання її реабсорбції. Це потужна іонообмінна смола, що означає, що вона може обмінювати свої аніони хлориду з аніонними жовчними кислотами в шлунково-кишковому тракті та міцно зв'язувати їх у матриці смоли. Функціональною групою аніонообмінної смоли є група четвертинного амонію, приєднана до інертного сополімеру стиролу та дивінілбензолу.
Колестирамін виводить жовчні кислоти з організму, утворюючи нерозчинні комплекси з жовчними кислотами в кишечнику, які потім виводяться з калом. У результаті цієї втрати жовчних кислот більше холестерину плазми перетворюється на жовчні кислоти в печінці для нормалізації рівня. Це перетворення холестерину в жовчні кислоти знижує рівень холестерину в плазмі крові.

## Медичне використання
Секвестранти жовчних кислот, такі як холестирамін, спочатку використовувалися для лікування гіперхолестеринемії, але після появи статинів їх роль для цього показання знизилась. Їх також можна використовувати для лікування свербежу, який часто виникає під час печінкової недостатності та інших типів холестазу, коли здатність виводити жовчні кислоти знижена.
Колестирамін зазвичай використовується для лікування діареї, спричиненої порушенням всмоктування жовчних кислот. Вперше він був використаний для цього у пацієнтів із хворобою Крона, які перенесли резекцію клубової кишки. Кінцева частина тонкої кишки (клубова кишка) є місцем реабсорбції жовчних кислот. Коли цей відділ видаляється, жовчні кислоти переходять у товстий кишечник і викликають діарею внаслідок стимуляції секреції хлоридів/рідини колоноцитами, що призводить до секреторної діареї. Холестирамін запобігає цьому, роблячи жовчні кислоти нерозчинними та осмотично неактивними.
Колестирамін також використовується для контролю інших типів діареї, викликаної жовчними кислотами. Первинна ідіопатична форма діареї з жовчними кислотами є поширеною причиною хронічної функціональної діареї, яку часто неправильно діагностують як синдром подразненого кишечника з превалюванням діареї (СПК-Д), і більшість таких пацієнтів реагують на холестирамін. Це корисно при лікуванні хронічної діареї постхолецистектомічного синдрому. Холестирамін також корисний для лікування діареї після ваготомії.
Холестирамін може бути корисним у лікуванні інфекцій, спричинених Clostridioides difficile. Він поглинає токсини А та В, а також зменшує діарею та інші симптоми, спричинених цими токсинами. Однак, оскільки він не є протиінфекційним засобом, його використовують разом з ванкоміцином.
Він також використовується в процедурі «вимивання» у пацієнтів, які приймають лефлуномід або терифлуномід, щоб допомогти виведенню препарату у разі припинення прийому препарату через серйозні побічні ефекти.
Опис окремого випадку показує, що холестирамін може бути корисним при отруєнні ціанобактеріями (мікроцистин) у собак.
Мазі, що містять холестирамін у суміші з Аквафором, використовуються для місцевого лікування пелюшкового дерматиту у немовлят і дітей раннього віку.
Холестирамін також зв'язується з оксалатами в шлунково-кишковому тракті, в кінцевому підсумку зменшуючи утворення оксалатних і кальцієво-оксалатних каменів у сечі.

## Доступні форми
Колестирамін доступний у формі порошку, у пакетах по 4 г або у великих каністрах. У Сполучених Штатах його можна придбати або як генеричний препарат, або як Questran чи Questran Light (Bristol-Myers Squibb).

## Дозування
Типова доза становить від 4 до 8 г один або два рази на день, з максимальною дозою 24 г/добу.

## Побічні ефекти
Найчастіше зустрічається запор та підвищення рівня тригліцеридів у плазмі.
Повідомлялося про кишкову непрохідність у пацієнтів з попередньою операцією на кишечнику, яким слід з обережністю застосовувати холестирамін. Також рідко повідомлялося про гіперхлоремічний ацидоз, спричинений холестираміном.
Пацієнти з гіпотиреозом, цукровим діабетом, нефротичним синдромом, диспротеїнемією, обструктивними захворюваннями печінки, захворюваннями нирок або алкоголізмом повинні проконсультуватися з лікарем перед прийомом цього препарату. Інші препарати слід приймати принаймні за одну годину до або через чотири-шість годин після колестираміну, щоб зменшити можливе перешкоджання всмоктуванню. Пацієнти з фенілкетонурією повинні проконсультуватися з лікарем, перш ніж приймати Квестран Лайт, оскільки цей препарат містить фенілаланін.

## Лікарські взаємодії
Було відзначено взаємодію з цими препаратами:
- Препарати наперстянки
- Естрогени і прогестини
- Пероральні протидіабетичні засоби
- Пеніцилін G
- Фенобарбітал
- Спіронолактон
- Тетрациклін
- Сечогінні таблетки тіазидного типу
- Ліки для лікування захворювань щитоподібної залози
- Варфарин
- Лефлуномід

Більшість взаємодій зумовлені ризиком зниження всмоктування цих препаратів. Тривалість лікування не обмежена, але лікар, який призначає препарат, повинен через регулярні проміжки часу перевіряти, чи все ще необхідне продовження лікування. Основним ризиком передозування є закупорка кишечника або шлунка.
Холестирамін може перешкоджати засвоєнню жиророзчинних вітамінів, таких як вітаміни A, D, E і K. Ніяких особливих міркувань щодо споживання алкоголю немає.